# Ruhr-Gymnasium Witten
Das Ruhr-Gymnasium ist ein Gymnasium in der Wittener Innenstadt. Es hieß bis 1965 Städtisches Gymnasium Witten, dann Städtisches Gymnasium für Jungen Witten und ab 1971 Ruhr-Gymnasium; fortan wurden auch Mädchen eingeschult.

## Geschichte

### Gründung und Zeit bis zum Zweiten Weltkrieg

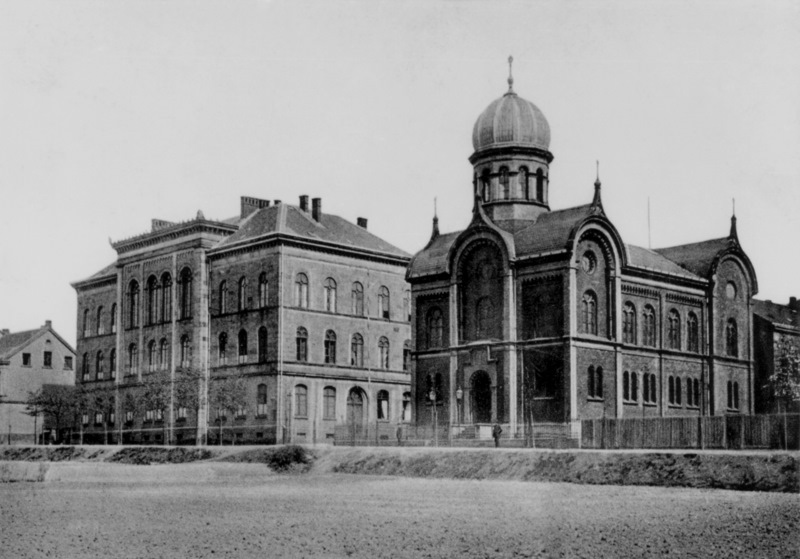
Realgymnasium neben der Wittener Synagoge 1911

Die Geburtsstunde des Wittener Ruhr-Gymnasiums liegt im Jahr 1860. 1861 hatte Witten 7931 Einwohner, 1905 bereits 35.841 Einwohner. Im Rahmen dieses Stadtwerdungsprozesses ergab sich in Witten der Bedarf nach einer Schule, die Kindern aus dem Bürgertum die Vermittlung von „klassischer Bildung“ mit dem Abschluss des Abiturs ermöglichte. Gymnasien waren im 19. Jahrhundert die einzigen Schulen, in denen Schüler das Abitur ablegen konnten. Für den Besuch eines Gymnasiums musste Schulgeld gezahlt werden. 1877 wurde nur 150 Meter entfernt als Pendant das Schiller-Gymnasium als „Höhere Töchter-Schule“ gegründet. In Quellen aus dem 19. Jahrhundert wird vom heutigen Ruhr-Gymnasium meist von einem „Realgymnasium“ gesprochen. Schon 1844 hatte ein Pfarramtskandidat in Witten privat eine Lateinschule eröffnet, einklassig, aber aus mehreren Abteilungen bestehend. Die „Höhere Stadtschule“ – geführt durch den Magistrat der Stadt Witten – nahm am 23. April 1860 den Unterricht mit einer Klasse und 20 Schülern auf. Sie konnte von Knaben aller Konfessionen besucht werden, was damals keine Selbstverständlichkeit war. Es gab drei Lehrerstellen. Der erste Rektor hieß Zerlang, er leitete die Schule bis 1891. Um einer räumlichen Zerstreuung des Schulbetriebs entgegenzuwirken, ließ die Stadt in den Jahren 1867/68 ein neues Gebäude an der Ecke Breite/Kurzestraße (heute Synagogenstraße) errichten, das noch heute das Hauptgebäude des Ruhr-Gymnasium ist.
Im Ersten Weltkrieg war der Tod zweier Lehrer und 153 ehemaliger Schüler des Gymnasiums zu beklagen. Während der Zeit des Nationalsozialismus wurde eine strikte Vereinheitlichung des gymnasialen Schulwesens diktiert in Richtung hin auf die als „Hauptform“ bezeichnete Oberschule, mit der Gabelung der Oberstufe in einen sprachlichen und einen mathematisch-naturwissenschaftlichen Zweig. Am 9. November 1938 wurde die Synagoge, die sich einst direkt neben der Schule befand, durch die örtlichen Nationalsozialisten zerstört. Im Juli 1943 wurde die „Oberschule für Jungen“ nach stetig zunehmenden Bombenangriffen der Alliierten auf Städte des Ruhrgebiets in das als „sicher“ geltende Konstanz am Bodensee verlegt, das Kollegium wurde aufgeteilt: 10 Lehrkräfte begleiteten die jüngeren Schüler nach Konstanz, zur Versorgung der Luftwaffenhelfer blieben fünf Lehrkräfte zurück. Allerdings fiel der Unterricht an der „Heimatfront“ von Ende 1944 bis Mitte 1945 meist aus. Im Zweiten Weltkrieg fielen insgesamt vier Mitglieder des Kollegiums. Die Zahl der nicht zurückgekehrten ehemaligen Schüler konnte nie ermittelt werden. Es waren nachweislich mindestens 80.

### Neuanfang nach dem Zweiten Weltkrieg

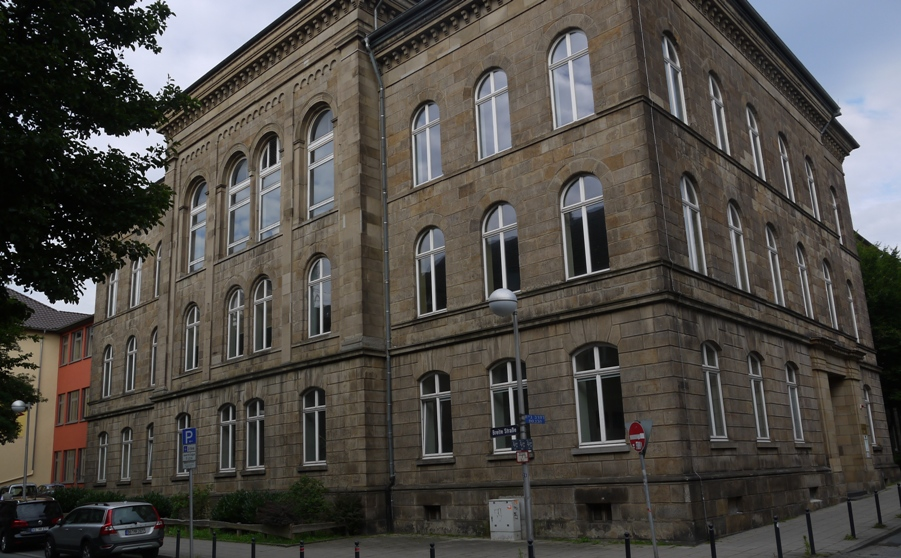
Altbau des RGW 2012

In den unmittelbaren Nachkriegsjahren litt der Schulbetrieb: Schüler kamen aus Süddeutschland zurück, Trümmer des Schulgeländes wurden entfernt und die schlimmsten Bauschäden repariert; die schrittweise Wiederaufnahme des Unterrichts begann ab Januar 1946. Mit Beginn des Schuljahres 1949/50, parallel zur Gründung der Bundesrepublik Deutschland und mit stabileren politischen und wirtschaftlichen Verhältnissen konnte auch am „Städtischen Gymnasium Witten“ der Unterrichtsbetrieb wieder voll aufgenommen werden. In den 1950er Jahren wuchs die Schule: Die lange eingehaltene Zweizügigkeit musste aufgegeben werden, 1959 gab es 23 Klassen, z. T. mit 45 Schülern pro Gruppe. Der Sputnik-Schock wirkte sich auch in der damals kreisfreien Stadt im Regierungsbezirk Arnsberg des Landes Nordrhein-Westfalen aus. 1959–1961 entstanden ein Anbau an der Kurzestraße, Erweiterungsbauten an der Breitestraße mit insgesamt 14 zusätzlichen Unterrichtsräumen, eine neue Aula und eine neue Turnhalle.
Die Oberschule wurde durchweg streng konservativ geleitet und obwohl Witten eher eine evangelisch und sozialdemokratisch geprägte Arbeiterstadt war und ist, hatte die Katholische Kirche großen Einfluss auf das Schulklima. So kam es 1967 zu einem Eklat, als die gemeinsame Schülerzeitung des Schiller und des Jungen „Ceterum Censeo“ (Ausgabe 13, Schriftleitung Bärbel Röhle und Jürgen Grysa) auf den Index von Rektor Klinck und Studienrat Vikar Gerdes gelangte und der Vertrieb auf dem Schulgelände untersagt wurde. Inhaltlich aber war objektiv nichts Radikales enthalten; die Aufsätze richteten sich gegen die NPD, Apartheid, für die Organisation Amnesty International und auch Flappsiges wurde vorgetragen; eine Anzeige der Bundeswehr half bei der Finanzierung.

### Reformen nach 1968
Die Jahre nach 1968 brachten einen großen Wandel: Ab 1971 wurde das bisherige Jungen-Gymnasium für Mädchen zugänglich und es erhielt seinen heute noch gültigen Namen „Städtisches Ruhr-Gymnasium Witten“. 1981 wurde nach einem weiteren erheblichen Anwachsen der Schülerzahlen ein Anbau, der neue Naturwissenschaften-Trakt „Spangenbau“ eröffnet.

### Krise und Konsolidierung in den 2000er- und 2010er-Jahren
Von 1990 bis 2008 war Dorothea Eckardt die erste Schulleiterin des Ruhr-Gymnasiums. Zum Ende ihrer Amtszeit hatte das Ruhr-Gymnasium mit zurückgehenden Anmeldezahlen zu kämpfen: Zum Schuljahr 2008/2009 gab es nur 71 Anmeldungen, dagegen 136 am benachbarten Schiller-Gymnasium und 117 am Albert-Martmöller-Gymnasium.
Die Nachfolge von Eckardt gestaltete sich schwierig: Die einzige Kandidatin, Kirsten Sonja Schikorr, wurde von der Schulkonferenz mit 15 von 21 Stimmen abgelehnt; die Gründe hierfür wurden nicht bekannt. Der bisherigen Stellvertreter, Dietmar Krahn, übernahm die Schulleitung zunächst kommissarisch. Die Bezirksregierung Arnsberg setzte Schikorr schließlich dennoch im Oktober 2008 als Schulleiterin ein, nachdem diese beim Verwaltungsgericht Arnsberg gegen das Votum der Schulkonferenz Klage eingereicht hatte.
Im Jahr 2010 feierte das Ruhr-Gymnasium in einem Festakt sein 150-jähriges Bestehen. Gegen die Entscheidung der Schulleitungen des Ruhr- und Schiller-Gymnasiums, die Abistreiche auf einen Zeitpunkt innerhalb der Prüfungsphase zu legen, protestierte ein Jahr später der Abiturjahrgang 2011, indem er unter anderem Schikorr einen Sarg überreichte, „der symbolisch für den Tod der Abifaxen“ stünde. Im Frühjahr 2012 wurden langjährige Probleme mit dem Führungsstil Schikorrs durch eine Reihe von Versetzungen und weiteren Versetzungsanträgen im Kollegium offenkundig; die Elternpflegschaft stellte sich mit Verweis auf den gefährdeten Schulfrieden in einem Schreiben an die Bezirksregierung gegen Schikorr. In der Folge trat Schikorr zurück. Die Schulleitung übernahm von 2012 bis 2018 Ulrich Janzen, ehe dieser in das Leitungsteam von QUA-LiS wechselte.
Als Janzens Nachfolger leitet Dirk Gellesch seit 2019 die Schule. Im Jahr 2021 startete das Ruhr-Gymnasium mit 120 neuen Fünftklässlern in den Eingangsklassen (dagegen das Albert-Martmöller mit 108 und das Schiller-Gymnasium zweizügig mit 62 Schülern).

## Profil
Das Ruhr-Gymnasium bietet ein breites Fächer- und Kursangebot für fast 1.000 Schüler, die von ca. 70 Lehrern unterrichtet werden. Gezielte Trainingsprojekte zur Gewaltprävention, Verantwortung für Gesundheit und Umwelt übernehmen, ein umfangreiches Sportangebot, ein vielfältiges Fahrtenprogramm und Schüleraustausche sowie besondere Möglichkeiten zur Gemeinschaftserziehung schaffen unterstützen die demokratische Zielsetzung, neben dem Unterricht in konkreten Projekten.
Das RGW versteht sich als beratende Schule, die den Schülern und deren Eltern im Zuge von Schullaufbahnberatung bei Problemen, Fragestellungen und Entscheidungen hilft. Seit Jahren wird das Informations- und Beratungskonzept in allen Schulstufen weiterentwickelt. Besondere Bedeutung hat die Studien- und Berufswahlvorbereitung, die die Schüler von der Klasse 9 bis zum Abitur begleitet.
Über den Fachunterricht und Arbeitsgemeinschaften hinaus findet das schulische Gemeinschaftsleben im Zusammenwirken von Schüler-, Eltern- und Lehrerschaft traditionell in Arbeitskreisen, in Orchester, Chor und Theatergruppen seinen sichtbaren Ausdruck. Das Orchester Wittener Gymnasien unter Heinrich Karl Klein veröffentlichte 1994 eine vielbeachtete Klassik-CD mit Werken von Torelli, Mozart, Beethoven, Dvořák und Bizet. Die Schule besitzt eine Streicherklasse.
Viele Sportarten werden gefördert, in Witten traditionell das Rudern und heute zusätzlich die Disziplin Drachenboot; im Frauenfußball wurde die Schule 2009 Vize-Landesmeister. Auch im Tennis sind ihre Schülergruppen oft erfolgreich. Ein Sport-Teilinternat beherbergt Sportler des Triathlon, Ringen und Judo.
Das Ruhr-Gymnasium nimmt regelmäßig mit großem Erfolg an Schulsportwettbewerben im Rahmen von Jugend trainiert für Olympia & Paralympics teil. Besonders im Judo werden Erfolge erzielt: 2018, 2019, 2022 und auch 2023 gewann die Schulmannschaft des RGW das Landesfinale und vertrat das Land NRW auf dem Bundesfinale in Berlin. Seit über 15 Jahren gibt es an der Schule eine Arbeitsgemeinschaft Judo in Kooperation mit der SU Annen.
Das Ruhr-Gymnasium zeigt seit 2009 ein Europa-Profil mit zusätzlichem Italienisch, beteiligt sich an EU-Projekttagen und am E-Twinning.

## Sonstiges
Seit Jahren betreiben Eltern ehrenamtlich das „Ruhr-Café“. Ein engagierter Förderverein unterstützt die schulische Arbeit und hält die Verbindung zu den Ehemaligen aufrecht.

## Schulleiter
| - Karl Johann Wilhelm Zerlang (1860–1891) - Georg Matthes (1892–1908) - Emil Rehfeld (1909–1925) - Leopold Schulz-Bannehr (1925–1939) - Peter Emil Noelle (1947–1950) - Johannes Horsthemke (1950–1953) - Heinrich Klinck (1954–1969) - Werner Biallas (1970–1984) - Gerhard Schneider (1984–1989) - Dorothea Eckardt (1990–2008) - Dietmar Krahn (2008, kommissarisch) - Kirsten Sonja Schikorr (2008–2012) - Ulrich Janzen (2012–2018) - Kerstin Peters (2018–2019, kommissarisch) - Dirk Gellesch (seit 2019) | Bekannte Lehrer - Georg Goyert - Karl-Wilhelm Welwei |

## Bekannte ehemalige Schüler
chronologisch; dazu Wohnort, andernfalls verstorben
- Lars König, Witten
- Detlef-Hauke Mache, Bochum
- Ralf Kapschack, Witten
- Walter Machtemes, Oberhausen
- Manfred Günther, Berlin
- Lutz Quambusch, Witten
- Wolfgang Nestler, Saarbrücken
- Klaus Lohmann, Witten
- Friedhelm Werremeier
- Robert Graf
- Ernst Nolte
- Charles Paul Wilp
- Wolfgang Rosenbaum, 1942 in Auschwitz ermordet
- Ewald Katzschmann
- Kurt Dörnemann
- Otto Flehinghaus
- Otto Schott
- Georg Goyert
- Max Crone
- Otto Schlüter
- Karl Koch

## Trivia
Die Liste des Abiturjahrgangs 1936 umfasst nur drei Schüler, darunter eine Frau.